# Benoit Benjamin
Lenard Benoit Benjamin (Monroe, 22 novembre 1964) è un ex cestista statunitense, professionista nella NBA.

## Carriera
È stato selezionato dai Los Angeles Clippers al primo giro del Draft NBA 1985 (3ª scelta assoluta).

## Statistiche

### College
| Anno      | Squadra            | PG | PT | MP   | TC%  | 3P% | TL%  | RP   | AP  | PRP | SP  | PP   |
| --------- | ------------------ | -- | -- | ---- | ---- | --- | ---- | ---- | --- | --- | --- | ---- |
| 1982-1983 | Creighton Bluejays | 27 | 25 | 32,3 | 55,5 | -   | 65,5 | 9,6  | 1,0 | 0,4 | 3,4 | 14,8 |
| 1983-1984 | Creighton Bluejays | 30 | 30 | 37,1 | 54,3 | -   | 74,3 | 9,8  | 1,8 | 0,7 | 5,2 | 16,2 |
| 1984-1985 | Creighton Bluejays | 32 | 32 | 37,3 | 58,2 | -   | 73,8 | 14,1 | 2,1 | 0,8 | 5,1 | 21,5 |
| Carriera  | Carriera           | 89 | 87 | 35,7 | 56,2 | -   | 72,0 | 11,3 | 1,7 | 0,7 | 4,6 | 17,7 |

### NBA

#### Regular season
| Anno      | Squadra             | PG  | PT  | MP   | TC%  | 3P%  | TL%  | RP   | AP  | PRP | SP  | PP   |
| --------- | ------------------- | --- | --- | ---- | ---- | ---- | ---- | ---- | --- | --- | --- | ---- |
| 1985-1986 | L.A. Clippers       | 79  | 37  | 26,4 | 49,0 | 33,3 | 74,6 | 7,6  | 1,0 | 0,8 | 2,6 | 11,1 |
| 1986-1987 | L.A. Clippers       | 72  | 61  | 31,0 | 44,9 | 0,0  | 71,5 | 8,1  | 1,9 | 0,8 | 2,6 | 11,5 |
| 1987-1988 | L.A. Clippers       | 66  | 59  | 32,9 | 49,1 | 0,0  | 70,6 | 8,0  | 2,6 | 0,8 | 3,4 | 13,0 |
| 1988-1989 | L.A. Clippers       | 79  | 62  | 32,7 | 54,1 | 0,0  | 74,4 | 8,8  | 2,0 | 0,7 | 2,8 | 16,4 |
| 1989-1990 | L.A. Clippers       | 71  | 58  | 32,6 | 52,6 | 0,0  | 73,2 | 9,3  | 2,2 | 0,8 | 2,6 | 13,5 |
| 1990-1991 | L.A. Clippers       | 39  | 38  | 34,3 | 49,2 | -    | 72,8 | 12,0 | 1,9 | 0,7 | 2,3 | 14,9 |
| 1990-1991 | Seattle S.Sonics    | 31  | 27  | 29,0 | 50,2 | -    | 69,0 | 8,2  | 1,5 | 0,9 | 1,7 | 12,9 |
| 1991-1992 | Seattle S.Sonics    | 63  | 61  | 30,8 | 47,8 | 0,0  | 68,7 | 8,1  | 1,2 | 0,6 | 1,9 | 14,0 |
| 1992-1993 | Seattle S.Sonics    | 31  | 6   | 14,5 | 49,7 | -    | 70,1 | 3,6  | 0,4 | 0,5 | 1,1 | 6,7  |
| 1992-1993 | L.A. Lakers         | 28  | 0   | 10,9 | 48,1 | -    | 59,5 | 3,4  | 0,4 | 0,5 | 0,5 | 4,5  |
| 1993-1994 | N.J. Nets           | 77  | 74  | 23,6 | 48,0 | -    | 71,0 | 6,5  | 0,6 | 0,5 | 1,2 | 9,3  |
| 1994-1995 | N.J. Nets           | 61  | 57  | 26,2 | 51,0 | -    | 76,0 | 7,2  | 0,6 | 0,4 | 1,0 | 11,1 |
| 1995-1996 | Vancouver Grizzlies | 13  | 13  | 31,1 | 44,1 | -    | 69,6 | 7,9  | 1,2 | 0,8 | 1,2 | 13,9 |
| 1995-1996 | Milwaukee Bucks     | 70  | 58  | 21,3 | 52,0 | 0,0  | 73,2 | 6,2  | 0,7 | 0,5 | 1,0 | 7,8  |
| 1996-1997 | Toronto Raptors     | 4   | 3   | 11,0 | 41,7 | -    | 75,0 | 2,3  | 0,3 | 0,3 | 0,0 | 3,3  |
| 1997-1998 | Philadelphia 76ers  | 14  | 0   | 14,1 | 53,7 | -    | 63,3 | 3,8  | 0,2 | 0,3 | 0,3 | 4,5  |
| 1998-1999 | Philadelphia 76ers  | 6   | 0   | 5,5  | 28,6 | -    | -    | 1,3  | 0,2 | 0,0 | 0,0 | 0,7  |
| 1999-2000 | Cleveland Cavaliers | 3   | 0   | 2,7  | 33,3 | -    | -    | 0,3  | 0,0 | 0,0 | 0,3 | 0,7  |
| Carriera  | Carriera            | 807 | 614 | 27,2 | 49,7 | 4,8  | 72,1 | 7,5  | 1,3 | 0,6 | 2,0 | 11,4 |

#### Play-off
| Anno     | Squadra          | PG | PT | MP   | TC%  | 3P% | TL%  | RP  | AP  | PRP | SP  | PP   |
| -------- | ---------------- | -- | -- | ---- | ---- | --- | ---- | --- | --- | --- | --- | ---- |
| 1991     | Seattle S.Sonics | 5  | 5  | 32,6 | 48,8 | -   | 90,6 | 6,6 | 0,2 | 0,6 | 2,6 | 13,8 |
| 1992     | Seattle S.Sonics | 9  | 4  | 17,9 | 56,1 | 0,0 | 50,0 | 5,1 | 0,6 | 0,6 | 1,4 | 6,1  |
| 1994     | N.J. Nets        | 4  | 4  | 27,0 | 41,2 | -   | 87,5 | 5,3 | 0,3 | 0,5 | 2,0 | 5,3  |
| Carriera | Carriera         | 18 | 13 | 24,0 | 50,5 | 0,0 | 77,6 | 5,6 | 0,4 | 0,6 | 1,9 | 8,1  |

## Palmarès
- McDonald's All-American Game (1982)
- Trentaseiesimo miglior stoppatore di sempre NBA